# 乌普利讷
乌普利讷（法語：Houplines，法語發音：[uplin]）是法国上法兰西大区诺尔省的一个市镇，位于该省中部偏西北，与比利时埃諾省接壤，属于里尔区和里尔欧洲都会区。

## 地理
乌普利讷（50°41'27"N, 2°54'33"E）面积11.32 平方千米，位于法国上法蘭西大區北部省，该省份为法国最北部的省份及最长的省份，西北濒北海，西接加来海峡省，南至埃纳省和索姆省，东与比利时接壤。
与乌普利讷接壤的市镇（或旧市镇、城区）包括：阿尔芒蒂耶尔、拉沙佩勒-达尔芒蒂耶尔、弗勒兰吉安、佩朗希、普雷梅克。
乌普利讷的时区为UTC+01:00、UTC+02:00（夏令时）。

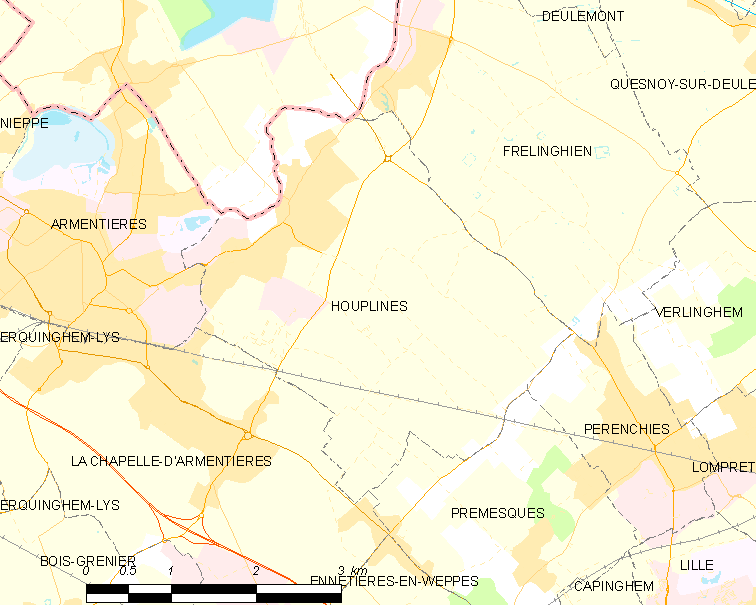
乌普利讷的OSM定位图

## 行政
乌普利讷的邮政编码为59116，INSEE市镇编码为59317。

## 政治
乌普利讷所属的省级选区为阿尔芒蒂耶尔县。

## 人口

1962-2008年间乌普利讷人口变化图示

乌普利讷于2022年1月1日时的人口数量为7907人。